# Zapasy na Igrzyskach Boliwaryjskich 1989
Turniej w ramach Igrzysk w Maracaibo w 1989 roku. 

## Tabela medalowa
Gospodarz zawodów został zaznaczony kolorem.
| Poz.  | Państwo   |    |    |    | Łącznie |
| ----- | --------- | -- | -- | -- | ------- |
| 1.    | Wenezuela | 13 | 5  | 2  | 20      |
| 2.    | Kolumbia  | 7  | 6  | 5  | 18      |
| 3.    | Peru      | 0  | 8  | 7  | 15      |
| 4.    | Ekwador   | 0  | 1  | 6  | 7       |
| Razem | Razem     | 20 | 20 | 20 | 70      |

## Wyniki

### W stylu klasycznym
| Waga   | złoty            | srebrny         | brązowy                |
| ------ | ---------------- | --------------- | ---------------------- |
| 48 kg  | Joel Medina      | Jesús Rojas     | Obed Castaño           |
| 52 kg  | Hamilton Sánchez | Víctor Díaz     | Víctor Hugo Capacho    |
| 57 kg  | Jesús Vale       | Luis Cortés     | Javier Polo            |
| 62 kg  | Winston Santos   | Marcos Flores   | Sergio Arias           |
| 68 kg  | Javier Rincón    | Gerardo Vásquez | Edmundo Ichillumpa     |
| 74 kg  | Néstor García    | Pedro Murillo   | Pablo Sarmiento        |
| 82 kg  | Luis Rondón      | Félix Isisola   | Fernando Jaramillo     |
| 90 kg  | Juan Giraldo     | Klever Vega     | Evelio de Jesús Suárez |
| 100 kg | Ernesto García   | Juan Foronda    | Freddy Caicedo         |
| 130 kg | Jorge Añez       | Juan Cruz       | Javier Gil             |

### W stylu wolnym
| Waga   | złoty          | srebrny         | brązowy            |
| ------ | -------------- | --------------- | ------------------ |
| 48 kg  | José Martínez  | Ricardo Guaraca | Jesús Rojas        |
| 52 kg  | Javier Delgado | Willi García    | Víctor Díaz        |
| 57 kg  | Oscar Birón    | Jesús Leal      | Javier Polo        |
| 62 kg  | Fredy Ochoa    | Carlos Álvarez  | Daniel Merchán     |
| 68 kg  | Javier Rincón  | Rafael Meléndez | Edmundo Ichillumpa |
| 74 kg  | Luis Varela    | Juan Vera       | Pedro Murillo      |
| 82 kg  | Luis Rondón    | Félix Isisola   | Fernando Jaramillo |
| 90 kg  | Juan Giraldo   | Ernesto García  | Klever Vega        |
| 100 kg | Juan García    | Juan Foronda    | Freddy Caicedo     |
| 130 kg | Javier Gil     | Juan Cruz       | Fernando Lucena    |